# MafiaBoy
Michael Calce (Isla Bizard, Quebec, 1984), más conocido como MafiaBoy, es un excracker y experto en seguridad informática canadiense. En febrero de 2000 realizó una serie de ataques de denegación de servicio hacia páginas web de empresas como Yahoo!, la FIFA, Amazon, eBay y la CNN, entre otras, generando en total pérdidas de unos 1700 millones de dólares.

## Inicios
Calce nació en la zona de West Island de Montreal, Quebec. Cuando tenía cinco años, sus padres se separaron y vivió con su madre después de ganar una larga batalla por su custodia y cada dos fines de semana se quedaba en la casa de su padre en Montreal. Se sintió aislado de sus amigos en casa y preocupado por la separación de sus padres, por lo que su padre le compró su propia computadora a la edad de seis años.

## Proyecto Rivolta
El 7 de febrero de 2000, Calce apuntó a Yahoo! con un proyecto que llamó Rivolta, que significa "motín" en italiano. Rivolta fue un ataque de denegación de servicio en el que los servidores se sobrecargan con diferentes tipos de comunicaciones hasta el punto en que dejan de responder a los comandos. En ese momento, Yahoo! Era una empresa web multimillonaria y el mejor motor de búsqueda. Rivolta de Mafiaboy logró cerrar Yahoo! Durante casi una hora. El objetivo de Calce era establecer el dominio de TNT, su grupo cibernético. Buy.com cerró en respuesta del ataque. Calce continuó el ataque afectando a eBay, CNN y Amazon a través de DDoS durante la próxima semana. Calce intentó derribar sin éxito a la página web de Dell durante este ataque.
En una entrevista de 2001, Calce afirmó que los ataques se habían lanzado involuntariamente, después de ingresar direcciones conocidas en una herramienta de seguridad que había descargado de un repositorio en la ahora desaparecida plataforma de línea de archivos Hotline, desarrollada por Hotline Communications. Calce se habría ido a la escuela, olvidando la aplicación que continuó con los ataques durante la mayor parte del día. Al llegar a casa, encontró su computadora bloqueada y la reinició sin darse cuenta de lo que había sucedido durante el día. Calce afirmó que cuando escuchó las noticias y reconoció que las compañías mencionadas eran aquellas a las que había ingresado ese día, que "había empezado a comprender lo que podría haber sucedido".

### Consecuencias
La Oficina Federal de Investigaciones de los Estados Unidos y la Real Policía Montada de Canadá se dieron cuenta de que Calce comenzó a publicar en las salas de chat del IRC que era responsable de los ataques. Se convirtió en el principal sospechoso cuando afirmó haber derribado el sitio web de Dell, un ataque que no se había publicado en ese momento. La información sobre el origen de los ataques fue inicialmente descubierta y comunicada a la prensa por Michael Lyle, jefe Oficial de tecnología de recursos tecnológicos.
Inicialmente, Calce negó la responsabilidad, pero luego se declaró culpable de la mayoría de los cargos presentados en su contra. Su abogado insistió en que el niño solo había realizado pruebas sin supervisión para ayudar a diseñar un cortafuegos mejorado, mientras que los registros del juicio indicaban que el joven no mostraba remordimientos y había expresado su deseo de mudarse a Italia por tener leyes de delitos informáticos relajadas. El Tribunal Juvenil de Montreal lo condenó el 12 de septiembre de 2001 a ocho meses de "custodia abierta", un año de libertad condicional, uso restringido de Internet y una pequeña multa.
Matthew Kovar, analista senior de la firma de investigación de mercado Yankee Group, generó cierta publicidad cuando dijo a los reporteros que los ataques causaron 1.200 millones de dólares en daños económicos globales. Un informe publicado dice que el fiscal del juicio le dio al tribunal una cifra de aproximadamente $ 7.5 millones de dólares.

### Significado del ataque
Mientras testificaba en una audiencia ante miembros del Congreso de los Estados Unidos, el experto en computación Winn Schwartau dijo que "el gobierno y los sistemas informáticos comerciales están tan mal protegidos hoy que esencialmente pueden ser considerados indefensos, un Pearl Harbor electrónico que espera que suceda". El hecho de que un joven de 15 años de edad pudiera hacer inaccesible el sitio web más grande del mundo creó una gran preocupación. Para entonces, internet ya se había convertido en una parte integral de la economía norteamericana. Los consumidores perdieron la confianza en los negocios en línea y la economía estadounidense sufrió un golpe menor como resultado. El exagente de la CIA Craig Guent atribuyó a Mafiaboy el significativo aumento de la seguridad en línea que tuvo lugar durante la década.

## Años después
Durante la segunda mitad de 2005, escribió una columna sobre temas de seguridad informática para Le Journal de Montréal.
A fines de 2008, junto con el periodista Craig Silverman, Calce anunció que estaba escribiendo un libro, Mafiaboy: Cómo rompí Internet y por qué aún está roto.
El 26 de octubre de 2008, apareció en el programa de televisión Tout le monde en parle para hablar sobre su libro. El libro recibió críticas generalmente positivas.
Calce apareció en un programa de televisión, Last Call con Carson Daly, hablando de sus días como hacker, cómo se involucró el presidente Clinton y cómo finalmente lo llevó a la cárcel a la edad de 15 años.
En 2014, Calce apareció en el duodécimo episodio del podcast Criminal.